# Liste der Premierminister von Yukon

Flagge Yukon

Diese Liste führt die Premierminister (engl. premier) des Territoriums Yukon in Kanada seit der Einführung der Selbstverwaltung im Jahre 1978 auf. Der Premierminister ist gleichzeitig Anführer jener Partei, die in der Legislativversammlung die meisten Sitze hält. Vor 1978 besaß das Territorium eine Legislative, die fast nur beratende Funktionen wahrnahm, keine politischen Parteien und keinen Regierungschef. Stattdessen übte ein von der Bundesregierung Kanadas ernannter Kommissar die Regierungsgewalt aus.

## Premierminister von Yukon
| Premierminister (Partei) | Premierminister (Partei)                        | Amtszeit                            |
| ------------------------ | ----------------------------------------------- | ----------------------------------- |
| 1.                       | Chris Pearson (Progressive Conservative Party)  | 20. November 1978 – 22. März 1985   |
| 2.                       | Willard Phelps (Progressive Conservative Party) | 23. März 1985 – 28. Mai 1985        |
| 3.                       | Tony Penikett (New Democratic Party)            | 29. Mai 1985 – 6. November 1992     |
| 4.                       | John Ostashek (Yukon Party)                     | 7. November 1992 – 18. Oktober 1996 |
| 5.                       | Piers McDonald (New Democratic Party)           | 30. September 1996 – 5. Mai 2000    |
| 6.                       | Pat Duncan (Liberal Party)                      | 6. Mai 2000 – 3. November 2002      |
| 7.                       | Dennis Fentie (Yukon Party)                     | 4. November 2002 – 10. Juni 2011    |
| 8.                       | Darrell Pasloski (Yukon Party)                  | 11. Juni 2011 – 3. Dezember 2016    |
| 9.                       | Sandy Silver (Liberal Party)                    | 3. Dezember 2016 – 14. Januar 2022  |
| 10.                      | Ranj Pillai (Liberal Party)                     | ab 14. Januar 2022                  |